# علی سابانجی
علی سابانجی (به انگلیسی: Ali Sabancı) (زاده ۱۹۶۹) کارآفرین، بازرگان و مدیر ارشد اجرایی ترکیه‌ای است، که در حال حاضر به‌عنوان مدیر عامل اجرایی و رییس هیئت مدیره شرکت هواپیمایی پگاسوس فعالیت می‌کند.
وی عضو خانواده سابانجی می‌باشد. این خانواده از ثروتمندترین خانواده‌های ترک بشمار می‌آیند. سابانجی سابقه فعالیت در شرکت‌های سابانجی هولدینگ، مورگان استنلی و آکبانک را نیز دارا می‌باشد.